# Jean Wirth
 (septembre 2023).
Si vous disposez d'ouvrages ou d'articles de référence ou si vous connaissez des sites web de qualité traitant du thème abordé ici, merci de compléter l'article en donnant les références utiles à sa vérifiabilité et en les liant à la section « Notes et références ».
Pour les articles homonymes, voir Wirth.
Jean Wirth est un historien de l'art français né le 1er juin 1947 à Colmar.

## Biographie
Jean Wirth a étudié à l'École des chartes (diplôme d’archiviste paléographe), à la Sorbonne (maîtrise d’histoire et de géographie, licence d’histoire de l’art) et à l'École pratique des hautes études (séminaires de Jacques Le Goff et d’André Chastel). Sa thèse d'École des chartes porte sur l'architecture féodale en Alsace au XIIIe siècle et son doctorat ès lettres sur les thèmes macabres dans la Renaissance germanique.
Il fut successivement nommé assistant en histoire de l’art à l’université de Genève (1973), assistant professor au département de français de l'University of Illinois (1976), associate professor dans le même département (1979), maître-assistant en histoire de l’art à l'université de Strasbourg (1981) et professeur ordinaire puis honoraire à l’université de Genève (1988).

## Principales publications

### Ouvrages
- La jeune fille et la mort. Recherches sur les thèmes macabres dans l'art germanique de la Renaissance Genève, Genève, Droz, 1979.
- L’image médiévale, naissance et développements (VIe – XVe siècle), Paris, Méridiens Klincksieck, 1989, 395 pp. et 57 ill.
- L'image à l’époque romane, Paris, Cerf, 1999, 498 pp. et 186 ill.
- La datation de la sculpture médiévale, Genève, Droz, 2004, 334 pp. et 105 ill.
- L'image à l'époque gothique (1140-1280), Paris, Cerf, 2008, 426 pp. et 143 ill.
- Les marges à drôleries des manuscrits gothiques (1250-1350) (dir.), Genève, Droz, 2008, 409 pp. et 190 ill.
- L’image à la fin du Moyen Âge, Paris, Cerf, 2011, 465 pp. et 187 ill.
- Qu’est-ce qu’une image ?, Genève, Droz, 2013, 110 pp.
- Villard de Honnecourt, architecte du XIIIe siècle, Genève, Droz, 2015, 380 pp. et 188 ill.
- La sculpture de la cathédrale de Reims et sa place dans l'art du XIIIe siècle, Genève, Droz, 2017, 221 pp. et 128 ill.
- Petite histoire du christianisme médiéval, Genève, Labor et fides, 2018, 195 pp.
- Art et image au Moyen Age, Genève, Droz, 2022, 533 pp., 205 ill.
- La cathédrale de Chartres. Sculptures et vitraux, Genève, Droz, 2023, 180 pp., 118 ill.
- La sorcellerie et sa répression en Europe, Genève, Droz, 2023, 184 pp.

### Articles
- « Sur la destruction d’œuvres d’art au Moyen Âge », Perspective, 2 | 2018, 175-188 [mis en ligne le 30 juin 2019, consulté le 07 février 2022. URL : http://journals.openedition.org/perspective/11653 ; DOI : https://doi.org/10.4000/perspective.11653].
- "La fin des mentalités. Conférence prononcée le 19 mai 1988 au Palais Universitaire de Strasbourg" https://journals.openedition.org/dossiersgrihl/284
- "Qu'est-ce qu'une œuvre d'art?" https://www.academia.edu/125929146/QUEST_CE_QUUNE_OEUVRE_DART